# Mania (mitologia)
Mania (Μανία) ou Manias (Μανίαι) é a personificação da loucura, da demência, da insanidade e do frenesi sagrado, na mitologia grega, geralmente enviada àqueles que não observam os ritos, para perturbar-lhe o espírito. Companheira de Coalemos, a estupidez, de Lissa, a fúria, e de Anoia, a demência.